# Ахмед Хасан аль-Бакр
А́хмед Хаса́н аль-Ба́кр (араб. أحمد حسن البكر; 1 липня 1914 — 4 жовтня 1982) — іракський військовик, державний та політичний діяч, президент країни від 1968 до 1979 року.

## Життєпис
Навчався у військовій академії. 1941 року аль-Бакр брав активну участь у протибританському повстанні Рашида Алі аль-Гайлані. Після придушення тих заворушень Ахмед Хасан був звільнений з лав збройних сил, утім 1957 року він зміг поновитись.
В результаті військового перевороту 8 лютого 1963 року очолив уряд Іраку як один з лідерів заколоту — представник партії «Баас». Після цього почались репресії проти комуністів та інших опозиційних сил. На тлі тих подій загострились суперечності між партією Баас й іракськими насеристами стосовно підходу до об'єднання з Єгиптом, в результаті чого стався розпад соціалістичного альянсу. Репресії з боку уряду підірвали довіру до влади у землевласників і селян. Водночас на півночі країни знову почались військові дії проти курдських повстанців.
Спроби партії Баас знайти вихід зі становища, що склалось, призвели до загострення суперечностей у партійному керівництві. У вересні 1963 серед партійної верхівки утворились два угруповання, суперечки між якими перетворились на військові сутички.
Ситуацією скористався Абдул Салам Ареф, який 18 листопада за підтримки військовиків організував державний переворот, усунувши баасистів від влади. Багато лідерів партії Баас були заарештовані. В січні 1964 року Ахмед Хасан аль-Бакр втратив пост прем'єр-міністра. Усунувши баасистів від влади, Ареф тим самим зосередив у своїх руках всю повноту влади і встановив у країні режим військової диктатури.
У лютому 1964 року загальноарабське керівництво партії Баас ухвалило рішення про створення нового іракського керівництва Баас у складі п'яти осіб, серед яких були популярний у країні генерал Ахмед Хасан аль-Бакр і Саддам Хусейн. Генеральним секретарем регіонального керівництва став саме Ахмед Хасан аль-Бакр.
Навесні 1968 року в Іраку країну сколихнула тривала урядова криза. У квітні тринадцять відставних офіцерів, серед яких двоє були колишніми прем'єр-міністрами, і п'ять — баасистами, подали Арефу меморандум, жадаючи звільнення прем'єр-міністра Тахіра Ях'я, заснування законодавчих зборів і формування нового уряду. Наступного місяця президент Ареф, остерігаючись втратити владу, відтермінував ще на два роки вибори до парламенту, розробку та введення в дію конституції, але проти нього вже готувалась змова.
Активну антиурядову діяльність розгорнула нелегальна організація молодих офіцерів Арабський революційний рух, що ставив собі на меті повалення чинного режиму. Для підготовки перевороту керівники тієї організації — заступник начальника другого бюро розвідки полковник Абд-ар-Раззак ан-Наїф і командувач президентської гвардії генерал Ібрагім Абд-ар-Рахман Дауд — встановили зв'язок з керівниками партії Баас — генералами Ахмедом Хасаном аль-Бакром, Салехом Махді Аммашем, Харданом Тікріті, та з групою консервативних офіцерів на чолі з генералом Абдель Азізом аль-Окайлі.
17 липня 1968 року в результаті безкровного перевороту партія Баас прийшла до влади в Іраку. Багдадське радіо оголосило про черговий переворот. Того разу прозвучало, що партія Баас «взяла владу й покінчила з корумпованим і слабким режимом, який представляла банда невігласів, неграмотних користолюбців, злодіїв, шпигунів та сіоністів».
Президент Абдель Рахман Ареф (брат загиблого президента Абдель Салама Арефа) був відправлений у заслання до Лондона. Прийшовши до влади, баасисти одразу почали прибирати потенційних суперників. За 14 днів після перевороту учасники змови Наїф, Дауд і Насер аль-Хані, які входили до організації «Арабський революційний рух», були усунуті від влади, вся повнота якої зосередилась в руках аль-Бакра.
Після приходу до влади у країні партія Баас сформувала Раду революційного командування на чолі з Ахмедом Хасаном аль-Бакром. У списку Ради 31-річний Саддам Хусейн значився під номером 5. Саддам, заступник аль-Бакра за партійною та державною лінією, відповідав за внутрішню безпеку в країні, тобто, курував партійні й державні спецслужби. Контроль над спецслужбами дозволив Саддаму Хусейну надалі зосередити реальну владу в своїх руках.
16 липня 1979 року президент Іраку аль-Бакр пішов у відставку, ніби через хворобу. Його наступником був проголошений Саддам Хусейн, який також очолив регіональне керівництво партії Баас. Фактично Саддам Хусейн таким чином присвоїв собі диктаторські повноваження.